# Centruroides nigrimanus
El alacrán de manos negras (Centruroides nigrimanus) es miembro de la familia Buthidae del orden Scorpiones. Esta especie fue descrita por Pocock en 1898.

## Clasificación y descripción
El nombre del género Centruroides proviene de las palabras griegas kentron- que significa “espina” y "oura" que significa “cola”, es decir, Centruroides podría traducirse como cola en forma de espina. El género originalmente se llamaba Centrurus pero tuvo que cambiarse a Centruroides debido a que Centrurus ya había sido usado para otro animal. La terminación -oides significa “semejanza” o “proveniente de”. El origen del nombre específico proviene del latín niger que significa negro y -manus que significa “mano”.
Descripción: El mesosoma está toscamente granulado por arriba, la patela y fémur del pedipalpo son de color amarillento claro, la mano y dedos son claramente más obscuros que el resto del pedipalpo; segmento caudal V y a veces la vesícula de color más obscuro que el resto del metasoma; el quinto segmento caudal tiene sus crestas granuladas y también las superficies lateral e inferior; la vesícula por otro lado en lugar de ser granular, es lisa por debajo y el diente está mucho más cerca del aculeus; las crestas inferio-laterales del tercer segmento caudal están provistas con aproximadamente 30 gránulos. Son alacranes grandes entre 8-10 cm; pines con 35-36 dientes en los machos y 29-33 en las hembras.

## Distribución
Esta especie es endémica de México, se encuentra en el estado de Oaxaca y se debe confirmar su presencia en Guerrero.

## Hábitat terrestre
Todas las especies del género Centruroides son nocturnas y permanecen ocultos y en reposo durante el día. Son animales que en zonas desérticas sobreviven con muy poca agua (incluso sólo la que toman de su alimento); pero en otras áreas, requieren beber agua de vez en cuando, para complementar sus requerimientos metabólicos, además de la que toman de su alimento, lo que hace que busquen áreas húmedas durante la noche y sea común verlos en zonas cercanas a fuentes de agua, naturales o artificiales, áreas que desgraciadamente, también son preferidas por los humanos para establecerse.

## Estado de conservación
Esta especie de escorpión no se encuentra dentro de ninguna categoría de riesgo en las normas nacionales o internacionales.